# Zénith d'Auvergne
Le Zénith d'Auvergne est une salle de spectacle située dans l'enceinte de la Grande Halle d'Auvergne, à Cournon-d'Auvergne, près de Clermont-Ferrand (Auvergne-Rhône-Alpes).
Il peut accueillir jusqu'à 9 400 spectateurs au maximum selon la configuration choisie, ce qui en fait le troisième plus grand zénith de France depuis 2014.

## Genèse du projet
Avant la construction du Zénith, l'agglomération clermontoise ne disposait pas de vraie salle de spectacle de grande capacité. Les concerts les plus importants avaient lieu à la Maison des Sports mais cet équipement n'était pas adapté à la réception de spectacles de grande ampleur à cause de sa configuration de salle de sport (une tribune de chaque côté du terrain) et de son acoustique médiocre.
En 1996, sur l'initiative de Valéry Giscard d'Estaing, président de l'ancien Conseil Régional d'Auvergne décide de lancer le projet d'un grand parc d'exposition et une grande salle de spectacle. Il acquiert un terrain de 100 hectares sur la plaine de Sarliève, à Cournon d'Auvergne. Le lieu a été choisi pour sa facilité d'accès, au niveau de l'échangeur de Pérignat-lès-Sarliève de l'autoroute A75 qui est un carrefour important au sud de l'agglomération clermontoise.
L'équipement est financé à 100 % par la région avec le soutien de l'Europe et du Ministère de la Culture.

### La construction
Le chantier est lancé en 2001. Le bâtiment du Zénith est construit pour reprendre la forme d'un volcan, symbole de la région. Sa couleur verte a été choisie pour que le bâtiment s'intègre dans le paysage de la Chaîne des Puys à laquelle il fait face.
Le concert d'inauguration a été assuré par Johnny Hallyday le 5 décembre 2003 en présence de Valéry Giscard d'Estaing, alors président de l'ancien conseil régional d'Auvergne, à l'origine du projet.

## Événements accueillis
Le Zénith sert principalement à l'accueil de concerts ou de spectacles. De nombreux artistes internationaux comme Lenny Kravitz, Bob Dylan, Scorpions, Joan Baez, Eric Clapton, Mark Knopfler ou encore Chuck Berry sont passés sur la scène depuis son ouverture. Le 5 et 6 mai 2009 Mylène Farmer y passe dans le cadre de sa tournée événement (Tour 2009 de Mylène Farmer) et quatre ans après le 3 décembre 2013, durant sa tournée Timeless 2013.
Outre sa vocation de salle de concert, la modularité de l'ouvrage a également permis le déroulement d'événements sportifs comme la Coupe Davis 2007 (1/8 de finale) et 2010 (quart de finale) ou le départ du Paris-Dakar en 2004.
Le Zénith a aussi accueilli des meetings politiques comme celui de Jean-Luc Mélenchon en 2012.
Plus récemment, en 2015, le chanteur britannique Ed Sheeran a créé l'euphorie dans le Zénith, dans le cadre de sa tournée X tour.
Le 4 février 2017, un spectacle de la tournée de Danse avec les Stars était diffusé en direct sur TF1.

## Évolution
À partir de septembre 2014, la capacité d'accueil passe à 9 400 places contre 8 500 auparavant, ce qui en fait le troisième plus grand zénith de France derrière le Zénith Strasbourg Europe et le Zénith de Toulouse.